# Bjørn Bang Andersen
Bjørn Bang Andersen (ur. 14 listopada 1937) – norweski lekkoatleta, kulomiot.
Trzykrotnie startował w mistrzostwach Europy: w 1962 był 19. z wynikiem 16,12 m, w 1966 zajął 9. miejsce z wynikiem 17,84 m, a w 1971 uplasował się na 21. pozycji z wynikiem 17,83 m. Ponadto dwukrotnie brał udział w halowych mistrzostwach Europy: w 1966 był 7. z wynikiem 16,72 m, a w 1968 zajął 9. miejsce z wynikiem 17,90 m.
Dwukrotny mistrz krajów nordyckich w pchnięciu kulą (Göteborg 1963 i Helsinki 1965). Wielokrotny medalista mistrzostw Norwegii w tej konkurencji – dwunastokrotnie zdobywał mistrzostwo (1961–1966, 1968, 1970–1974), dziesięciokrotnie był drugi (1960, 1967, 1969, 1975–1981) i raz zajął trzecie miejsce (1982). Ponadto ośmiokrotnie zostawał halowym mistrzem kraju (1964–1966, 1968, 1971–1974). 89 razy reprezentował Norwegię w meczach międzypaństwowych. W 1966 zdobył Kongepokal, w 1971 Gullmedaljen, a w 1973 medal Bislett.
Rekordzista Norwegii w pchnięciu kulą w latach 1961–1966 i 1971–1975; ustanowił w tym czasie łącznie 17 rekordów. Reprezentował klub IL i BUL Oslo. Jest także rekordzistą Norwegii weteranów w kilku kategoriach wiekowych.
Rekordy życiowe:
- pchnięcie kulą – 19,29 m (Stavanger, 12 sierpnia 1972), dawny rekord Norwegii
- pchnięcie kulą (hala) – 17,90 m (Madryt, 9 marca 1968)

Żonaty z Liv.